# Platerspiel

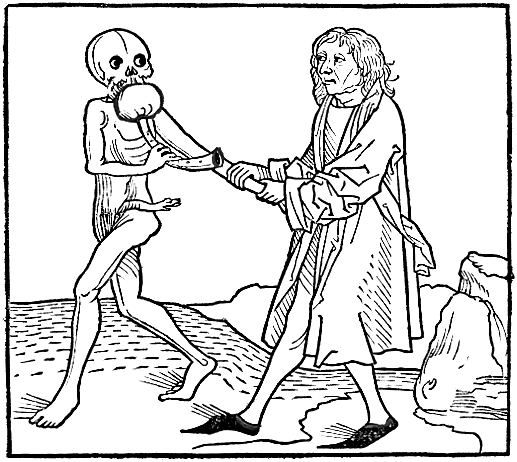
El burgomaestre y la muerte, mostrando a la muerte con un platerspiel. De Heidelberger Totentanz, c. 1488.

La platerspiel es una gaita medieval sencilla, que consta de un tubo de insuflación (tubo de soplado), una vejiga (bolsa) y un punteiro; sonaba mediante una lengüeta doble, que se ajusta en un asiento de lengüeta en la parte superior del punteiro. La lengüeta, dentro de la vejiga inflada, suena continuamente, y no se puede tocar con la lengua. El punteiro tiene una espiga exterior, en la parte superior, cerca de la lengüeta, dentro de un casquillo o reserva, que se conecta a la vejiga.

## Historia
Si bien se desconoce la primera creación de una platerspiel, se cree que se originó en Europa antes del siglo XIII. Como una fase intermedia entre la gaita casi universal y el cromorno renacentista, la platerspiel floreció desde el siglo XIV hasta el siglo XVI.

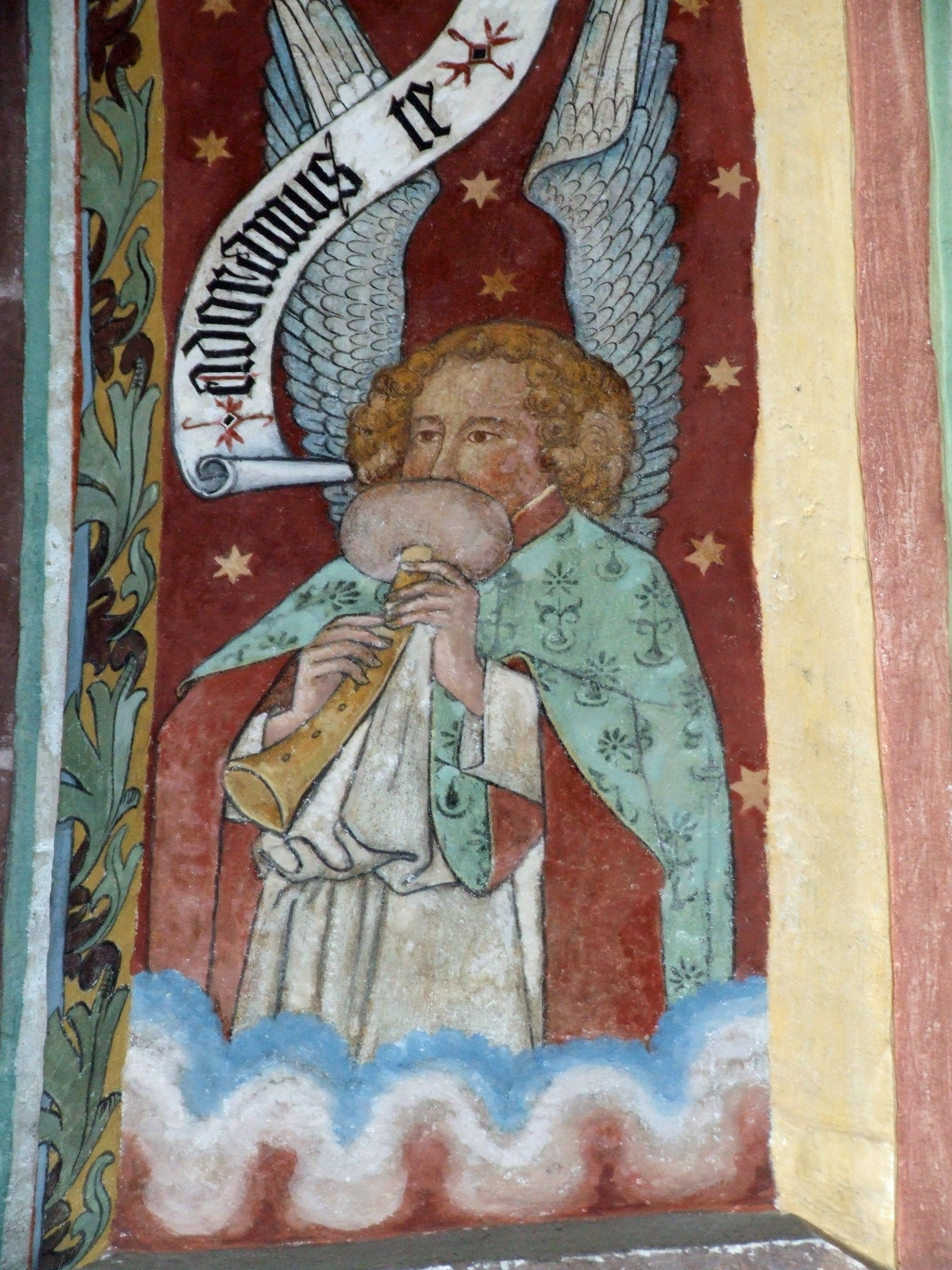
Ángel tocando una platerspiel en Frauenkirche, Memmingen, Alemania, sobre 1460

Se han encontrado ejemplos en Alemania, Polonia, Inglaterra, Francia, Italia, España (llamada odrecillo) y Estonia (llamada rakkopilli). Como disminuyó en popularidad, se asoció con mendigos y campesinos.
Las primeras platerspiel se encuentran dentro de una familia formada por los primeros instrumentos de "coro" medievales, un nombre que en latín medieval se usaba frecuentemente también para la gaita. En las primeras formas ilustradas de platerspiel, como el conocido ejemplo del siglo XIII reproducido por Martin Gerbert a partir de un manuscrito en Abadía de St. Blasien en la Selva Negra, la vejiga es inusualmente grande, y el punteiro (o tubo de melodía) acaba, en lugar de con forma de campana, en la cabeza tallada de un animal. Al principio el punteiro era un tubo cónico recto que terminaba en una campana, como en la gaita. Los instrumentos posteriores tienen una tubo de calibre más grande, más o menos curvado y doblado hacia atrás, como en la letra "J", como en un cromorno. Esta curvatura, que proviene de la forma de un cuerno de animal, sugiere el desarrollo temprano del cromorno a partir de una platerspiel. Una ilustración famosa de estas platerspiel aparece en el manuscrito español del siglo XIII, conocido como las Cantigas de Santa María en la biblioteca de El Escorial en Madrid, junto con una platerspiel que tiene dos tubos, un punteiro y un pedal uno al lado del otro. Otra platerspiel se ve en una ilustración realizada por Sebastian Virdung (1511).

## Otras formas
Prácticamente no había ninguna diferencia técnica entre el punteiro doblado del tubo de la platerspiel y el cromorno, la única distinción era la forma y el tamaño de la cámara de aire. El músico sopla aire en la vejiga a través del tubo de insuflación o a través de la abertura elevada en forma de hendidura de la espiga exterior colocada contra los labios del músico. Esta forma italiana de platerspiel se encuentra ilustrada a fines del siglo XV en el Libro de horas, conocido como el Libro Sforza.